# Pàvel Artémiev
Pàvel Artémievitx Artémiev (rus: Павел Артемьевич Артемьев) (29 de desembre de 1897 – 19 de març de 1979) va ser un militar soviètic.

## Biografia
Artémiev va néixer a un poble de la regió de Novgorod Visitxkin, en el si d'una família camperola. Participà en la I Guerra Mundial, però el 1918 s'allistà a l'Exèrcit Roig, participant en la Guerra Civil Russa. Des de 1921 serví amb les tropes del Ministeri de l'Interior i amb les tropes fronterers. El 1938 es graduà a l'Acadèmia Militar Frunze.
Des d'agost de 1938 és comandant de la Divisió Independent d'Infanteria Mecanitzada Especial F. Dzerjinski (OMSDON), amb la que participà en la guerra sovièticofinesa de 1939-40. Al març de 1941 va ser nomenat comandant de les forces operatives de l'NKVD.
Amb l'inici de la Gran Guerra Patriòtica al juny de 1941, Artémiev va ser nomenat comandant del Districte Militar de Moscou. Al mateix temps, des d'octubre de 1941 i fins a l'octubre de 1943 també va exercir com a comandant de la Zona Defensiva de Moscou, sent responsable de l'enfortiment de les defenses a la perifèria immediata de la capital, la preparació de lleves per ser enviades al front i dirigir les activitats per enfortir el front intern a Moscou. Fins al 1947, ja acabada la guerra, va ocupar el càrrec de comandant militar de Moscou. Entre juny de 1947 i maig de 1949 va estar destinat al Ministeri de les Forces Armades, però tornà a ocupar el càrrec de comandant del Districte Militar de Moscou, aquest cop fins al juny de 1953. Des de setembre de 1953 i fins a setembre de 1960 va estar al Districte Militar dels Urals i, a continuació, va ser primer comandant adjunt del Districte Militar.
Entre 1946 i 1954 va ser diputat del Soviet Suprem de la Unió Soviètica.

## Condecoracions
- Orde de Lenin (2)
- Orde de la Revolució d'Octubre
- Orde de la Bandera Roja (3)
- Orde de l'Estrella Roja (2)
- Medalla del Centenari de Lenin
- Medalla de la defensa de Moscou
- Medalla de la victòria sobre Alemanya en la Gran Guerra Patriòtica 1941-1945
- Medalla del 20è Aniversari de la Victòria en la Gran Guerra Patriòtica
- Medalla del 30è Aniversari de la Victòria en la Gran Guerra Patriòtica
- Medalla del 40è Aniversari de la Victòria en la Gran Guerra Patriòtica
- Medalla del 20è Aniversari de l'Exèrcit Roig
- Medalla del 30è Aniversari de l'Exèrcit i l'Armada Soviètics
- Medalla del 40è Aniversari de les Forces Armades Soviètiques
- Medalla del 50è Aniversari de les Forces Armades Soviètiques
- Medalla del 60è Aniversari de les Forces Armades Soviètiques